# John Mott
John Raleigh Mott ameriški protestantski svetnik, nobelovec, * 25. maj 1865, New York, † 31. januar 1955, Orlando, ZDA. 
Dolgoletni vodja Young Men's Christian Association (YMCA) in Svetovne študentske krščanske federacije (WSCF). Prejel je Nobelovo nagrado za mir leta 1946 za svoje delo pri vzpostavljanju in krepitvi mednarodnih protestantskih krščanskih študentskih organizacij, ki je delale za spodbujanje miru. Nagrado je delil z Emily Balch. Od 1895 do 1920 Mott je bil Generalni sekretar sveta WSCF. Tesno sodeluje pri nastajanju Ekumenskega sveta Cerkva leta 1948, ki ga izvolijo kasneje za stalnega častnega predsednika. Njegova najbolj znana knjiga, Za evangelizacijo sveta v tej generaciji je postal slogan misijonarjev 20. stoletja.

## Življenje
Mott je bil rojen v graščini Livingston, Sullivan County, New York 25. maja 1865 a se zgodaj preselil na deželo v Postville, Iowa. Študiral je zgodovino in bil nagrajen debater. Preseli se z Iowe v univerzo Cornell, kjer je prejel svojo diplomo leta 1888. Mott se poroči z Leilo Ado White (1866-1952) leta 1891 in je z njo imel dva sinova in dve hčerki.
Leta 1910 je Mott, ameriški metodist laik,  predsedoval leta 1910 Svetovni misijonarski konferenci, ki je bila pomemben mejnik v sodobni protestantskem gibanju in po oceni začetek modernega ekumenskega gibanja.
Mottu in kolegu sta bili na voljo brezplačni karti za Titanik leta 1912 s strani linijskega uradnika, ki ga je bilo zanimalo njuno delo, ampak sta se odloćila za skromnejšo nastanitev ladje SS Lapland. Po življenjepisu C. Howard Hopkins, ob predstavitvi novice v New Yorku, sta moška pogledala drug drugega in pripomnila, da "dober Gospodar mora imeti več dela za naju."
Po ogledu Evropi in spodbujanje ekumenizma je Mott potoval v Azijo, kjer je od oktobra 1912 do maja 1913 imel serijo 18 regionalnih in nacionalnih konferenc, vključno s Cejlonom, Indijo, Burmo, Malajo, Kitajsko, Korejo in Japonsko.
Delal je tudi z Robert Hallowell Gardinerjem III za vzdrževanje odnosov z rusko Pravoslavno Cerkvijo in madškofom Tikhonom po ruski oktobrski revoluciji.
Od 1920 do 1928 je Mott služil kot predsednik WSCF. Za svoja prizadevanja v obeh organizacijah in ekumenizmu, kot tudi s prizadevanju za mir, nekateri zgodovinarji menijo da je med voditelji "najbolj pogosto potujoč in med ljudmi najširše zaupanja vreden krščanski voditelj svojega časa".

## Češčenje
Mott je čaščen s praznikom v cerkvenem koledarju episkopalne cerkve (ZDA) 3. oktobra.